# Panawaren
Panawaren is een bestuurslaag in het regentschap Banjarnegara van de provincie Midden-Java, Indonesië. Panawaren telt 2843 inwoners (volkstelling 2010).